# 斯普利特溫德島
斯普利特溫德島（英語：Splitwind Island）是南極洲的島嶼，處於布斯島北端，屬於威廉群島的一部分，長0.5公里，由讓-巴蒂斯特·夏古率領的法國探險隊繪入地圖，現時由南極條約體系管理。